# Triade (Charmed)
De Triade (Engels Triad) is een fictieve groep van drie demonen uit de televisieserie Charmed. Ze verschenen voor het eerst  in de aflevering "Magic Hour" uit seizoen 3. De rollen worden vertolkt door Amir Aboulela, Rick Overton en Shaun Toub.
De Triade zijn enkele van de sterkste demonen die er bestaan. Ze waren de laatste vijanden die de Charmed Ones moesten bevechten in de serie. 

## Achtergrond
De Triade zijn drie humanoïde demonen met zwarte ogen, en gekleed in lange gewaden waarop een omgekeerd pentagram staat afgebeeld. Hun namen zijn Asmodeus, Baliel en Candor. 
Elk van hen bezit veel verschillende krachten zoals het werpen van vuurballen, teleportatie, demonen oproepen, voorwerpen uit het niets oproepen, enz. 
De leden van de Triade kunnen nadat ze zijn vernietigd blijven voortbestaan als geesten, en als ze sterk genoeg zijn weer lichamen voor zichzelf creëren. 

## Rol in de serie
In seizoen drie ontdekt de Triade, die dan nog voor de Bron werkt, het bestaan van de Charmed Ones. Ze sturen een groot aantal demonen op hen af. Een van deze demonen is Cole Turner, alias Belthazar. Belthazar wordt echter verliefd op Phoebe Halliwell, en keert zich tegen de Triade. Hij doodt hen uiteindelijk.
De Triade keert weer terug in seizoen 8. In seizoen 8 vormen ze de primaire tegenstanders van de Charmed Ones. Zij waren jaren geleden verantwoordelijk voor de ontvoering van Christy Jenkins, en voedden haar op tot een slechte heks.
De Chamed Ones ontdekken de terugkeer van de Triade dankzij een demon genaamd Xar, die bang is dat de Triade de macht in de onderwereld zal grijpen. Ze slagen erin twee van de leden, Asmodeus en Baliel te doden. De derde, Candor, wordt gedood door Christy Jenkins. Al snel blijkt echter dat de Triade niet zo makkelijk te verslaan is. Hun lichamen zijn weliswaar vernietigd, maar ze blijven nog voortbestaan als geesten. Deze geesten worden uiteindelijk vernietigd door de Charmed Ones met behulp van de kracht van de Hollow.
Dumain, een handlanger van de Triade, reist hierop terug in de tijd om de Triade te waarschuwen. Zijn waarschuwing mag niet baten, en de Charmed Ones vernietigen de Triade voorgoed.